# 白髪一雄
白髪 一雄（しらが かずお、1924年8月12日 - 2008年4月8日）は、日本の抽象画家。

## 来歴
兵庫県尼崎市西本町に生まれる。生家は呉服商。尼崎市立第三小学校（現：尼崎市立明城小学校）に入学。その後、新設された尼崎市立竹谷小学校に編入して卒業。兵庫県立尼崎中学校（現：兵庫県立尼崎高等学校）の在学時に絵画部に入ったことがきっかけで画家を目指すようになる。京都市絵画専門学校（現：京都市立芸術大学）日本画科を卒業後、油絵に転向。大阪市立美術研究所に学ぶ。
1952年、金山明、村上三郎、田中敦子らと0会結成。また、同年に結成された現代美術懇談会に参加。1955年、具体美術協会に参加。
1971年、比叡山延暦寺で得度。1999年、文部大臣から地域文化功労者を表彰。2001年、「白髪一雄展 "アクション・ペインター"の代表作展」（兵庫県立近代美術館）が開催された。
2008年4月8日、敗血症のため死去。83歳没。

## 作風と主な作品
床に広げたカンバスの上に絵の具を置き、天井からぶら下がったロープにつかまりながら裸足で描く手法を考案。70歳を超えてもなおこの手法を貫いた。
- 『陽華公主』

千葉市美術館
- 『臙脂』

スターバックスコーポレーションの会長兼社長兼最高経営責任者、ハワード・シュルツ専用のオフィス・ルームには、白髪の『臙脂』が飾られている。
- 『作品I』

1958年、油彩、布、182.8×243.0cm、兵庫県立美術館蔵
- 『タジカラ男（お）』

1989年に加西市が美術館併設の考古資料館建設を計画して130万円で購入したが計画は頓挫。香港の競売での処分案などが打ち出され、賛成派と反対派が対立したが、2016年12月21日の市議会本会議で処分案が賛成8、反対6で可決された。
- 『作品B』

大阪府枚方市の京阪電鉄枚方市駅構内で展示されていたが、2015年10月10日深夜に盗難に遭う。その後2017年7月20日までに実行犯の他、犯行を指示した自称古物商の男ら2人と、当該作品を盗品と知りながら購入した会社役員の女が逮捕され、作品も警察により回収された。
- 『浄風吹炎』

1988年、キャンパス、油彩、富山県美術館蔵

## 出演

### ドキュメンタリー
- 『田中敦子 もうひとつの具体』